# 比耶拉

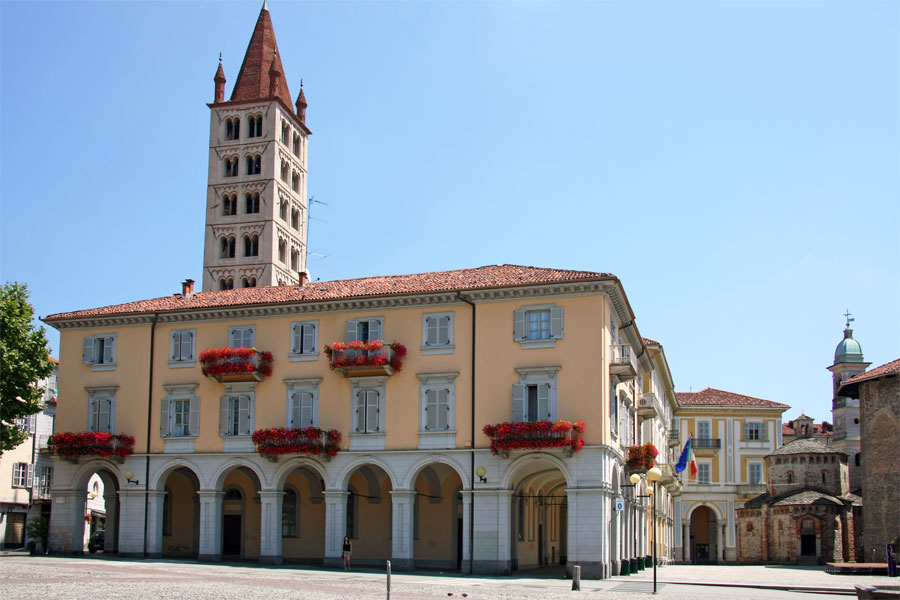
比耶拉市政厅所在地奥罗巴宫

比耶拉（義大利語：Biella）是意大利皮埃蒙特大区比耶拉省的市镇及省府，面积46.68平方公里，人口46,538人。城区背后的半山腰有被录入世界文化遗产名录的皮埃蒙特九大圣山之一的奥罗巴圣山。比耶拉省是世界知名的成衣面料厂商杰尼亚集团的所在地。

## 景点
- 奥罗巴圣山
- 奥罗巴朝圣地
- 比耶拉主教座堂
- 比耶拉洗礼堂
- 圣巴斯弟盎圣殿
- 比耶拉犹太会堂
- 杰尼亚绿洲

## 友好城市
- 法國 图尔宽